# Уест Карълтън
Уест Карълтън (на английски: West Carrollton) е град в югозападната част на щата Охайо окръг Монтгомъри, САЩ. Уест Карълтън е с население от 13 143 жители (2010) и обща площ от 17,25 км² (6,66 мили²).

## Побратимени градове
- Видин, България